# Ciugud
Ciugud [tʃiuˈgud] (deutsch Schenkendorf, ungarisch Maroscsüged oder Csüged) ist eine rumänische Gemeinde im Kreis Alba in der Region Siebenbürgen.

## Geographische Lage

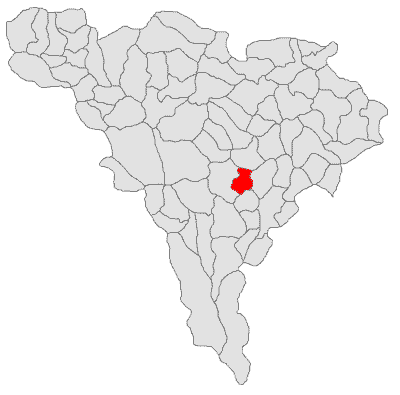
Lage der Gemeinde Ciugud im Kreis Alba

Ciugud liegt am westlichen Rand des Zekesch-Hochlandes (Podișul Secașelor) im Südwesten des Siebenbürgischen Beckens, im breiten Tal des Mureș (Mieresch) auf dessen linker Seite. Die Kreishauptstadt Alba Iulia befindet sich ca. 9 Kilometer nordwestlich (ca. 6 Kilometer, Luftlinie) entfernt. Mit seinen fünf eingemeindeten Dörfern, dehnt sich die Gemeinde in einer von Wiesen – in der Nähe des Mureș – und Hügeln geprägten Landschaft auf einer Fläche von insgesamt 4376,98 Hektar aus. 2023 Hektar der gesamten Fläche werden für den Ackerbau, 1136 für die Viehzucht, 23 Hektar für Obstplantagen und Weinbau verwendet; 159 Hektar sind Wälder.

## Geschichte
Auf dem Territorium der Gemeinde gibt es mehrere geschützte archäologische Fundstätte. Im Bereich der Bentonitförderstätte in Ciugud, wurden Funde bis in die Jungsteinzeit zurückdatiert. Im Bereich des eingemeindeten Ortes Hăpria, von den Einheimischen Vadul Bălgradului genannt, wurden Reste von Behausungen aus der Römerzeit gefunden und auf dem Gebiet des Ortes Teleac, bei den Einheimischen Grușeț - Hârburi genannt, wurden Funde, welche der Hallstattzeit zugeordnet wurden, gemacht. Seit 1987 – dem Beginn der Förderung von Bentonit – wurden die archäologischen Funde ins Nationalmuseum von Alba Iulia gebracht. Durch die Arbeiten an der Förderstätte wurden mehr als 80 % der archäologischen Stätte zerstört.
Ciugud wurde erstmals 1264 in Listen des katholischen Bistums Oradea erwähnt. Die Bewohner der Orte waren im Mittelalter Leibeigene des römisch-katholischen Klosters von Alba Iulia, bis 1852 in Siebenbürgen die Leibeigenschaft abgeschafft wurde.

## Bevölkerung
Die Bevölkerung der Gesamtgemeinde entwickelte sich wie folgt:
| 1850 | 2.922 | 2.863 | 10 | - | 49  |
| 1900 | 3.710 | 3.693 | 10 | 7 | -   |
| 1930 | 4.483 | 4.465 | 2  | 2 | 14  |
| 1966 | 3.355 | 3.354 | 1  | - | -   |
| 2002 | 2.664 | 2.643 | 10 | - | 11  |
| 2011 | 3.048 | 2.941 | 10 | 2 | 95  |
| 2021 | 3.285 | 3.078 | 13 | 2 | 192 |

Die höchste Einwohnerzahl der Gemeinde Ciugud (4579) wurde 1941 registriert, davon im Dorf Drâmbar (Brunndorf) 1227 (ausschließlich Rumänen). Die höchste Anzahl der Deutschen (7) wurde 1900 ermittelt, davon sechs im eingemeindeten Dorf Limba (Warthe), das von 1958 bis 2004 den Namen „Dumbrava“ trug.
2002 betrug die Einwohnerzahl der Gemeinde Ciugud 2664, davon waren 2643 Rumänen, zehn Magyaren, fünf Roma und fünf waren Ukrainer.

## Sehenswürdigkeiten
- Die Rumänisch-Orthodoxe Kirche
- Im Zentrum von Ciugud das 1968 eingeweihte, 7 Meter hohe Denkmal zu Ehren der rumänischen Helden des Ersten und Zweiten Weltkriegs.
- Im eingemeindeten Dorf Drâmbar die Holzkirche Ioachim și Ana.

## Persönlichkeiten
- Petru Anghel (1931–2016), Lyriker